# Liste der Vertriebenendenkmale in Berlin
Diese Liste der Vertriebenendenkmale in Berlin verzeichnet die Vertriebenendenkmale in der Hauptstadt der Bundesrepublik Deutschland. Sie erhebt keinen Anspruch auf Vollständigkeit.

## Übersicht
- Neue Wache: Zentrale Gedenkstätte der Bundesrepublik Deutschland (1993): „Wir gedenken der Völker, die durch Krieg gelitten haben. Wir gedenken ihrer Bürger, die verfolgt wurden und ihr Leben verloren. Wir gedenken der Gefallenen der Weltkriege. Wir gedenken der Unschuldigen, die durch Krieg und Folgen des Krieges in der Heimat, die in Gefangenschaft und bei der Vertreibung ums Leben gekommen sind.“
- Theodor-Heuss-Platz: Mahnmal (1955): Freiheit, Recht, Friede. – „Diese Flamme mahnt: nie wieder Vertreibung!“
- Friedhof Lilienthalstraße: Gedenkstein: Gegen Krieg und Gewalt. Es mahnen die Opfer von Vertreibung, Verschleppung, Vergewaltigung und Zwangsarbeit. Unschuldige Kinder und Mütter, Frauen und Mädchen. Ihre Leiden in den Wirren des Zweiten Weltkrieges sollen unvergessen bleiben – um zukünftiges Leid zu verhindern. (2001)
- Röblingstraße in Berlin-Tempelhof, Gedenkstein: Denen, die nicht zurückkehrten, die ihre Heimat verloren, die noch in Knechtschaft leben.
- Christuskirchhof: Mahnmal Mutter und Kind: Wie einen seine Mutter tröstet. (Jesaja 66,13)

## Quelle(n)
- Mahn- und Gedenkstätten, Berlin (BdV)